# Burcht Stahleck
De Burcht Stahleck (Duits: Burg Stahleck) is een hoogteburcht bij Bacharach in Rijnland-Palts. De burcht huisvest een jeugdherberg en werd na een eeuwenlang bestaan als ruïne in de 20e eeuw herbouwd.

## Geschiedenis

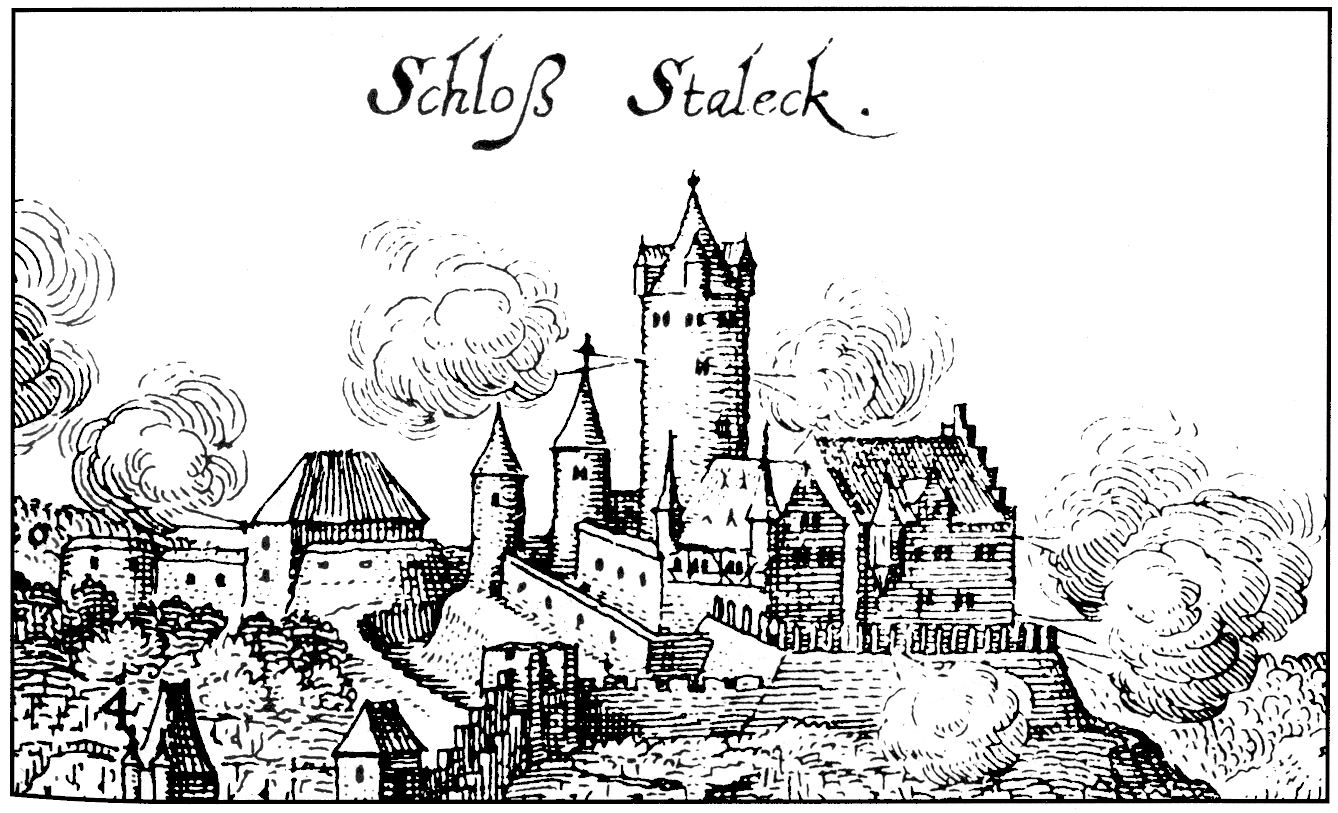
Spaanse troepen verdedigen de burcht tegen Zweedse aanvallen in 1632, kopergravure van Matthäus Merian uit Topographia Germaniae

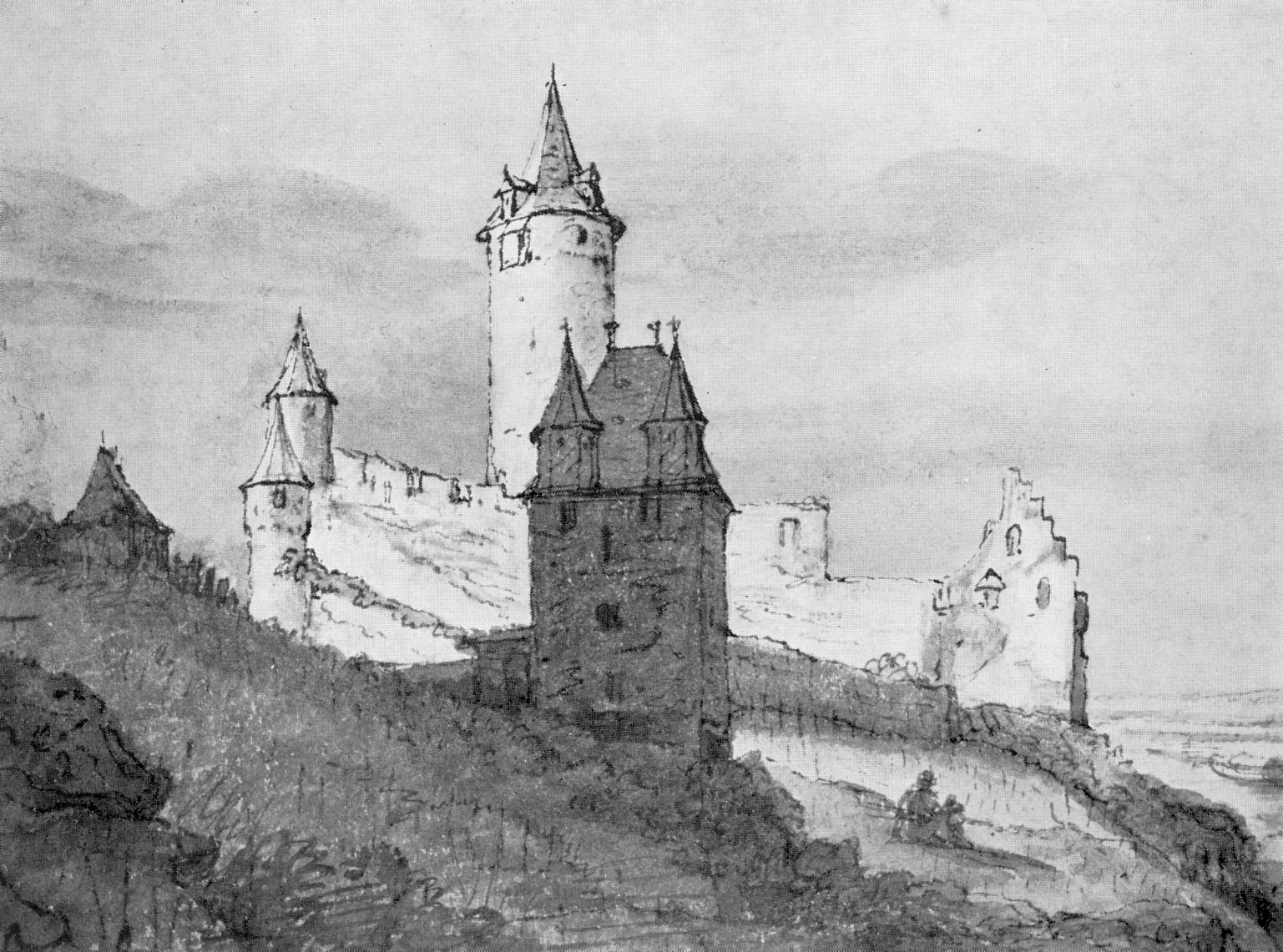
De ruïne van de burcht door Lambert Doomer in 1663

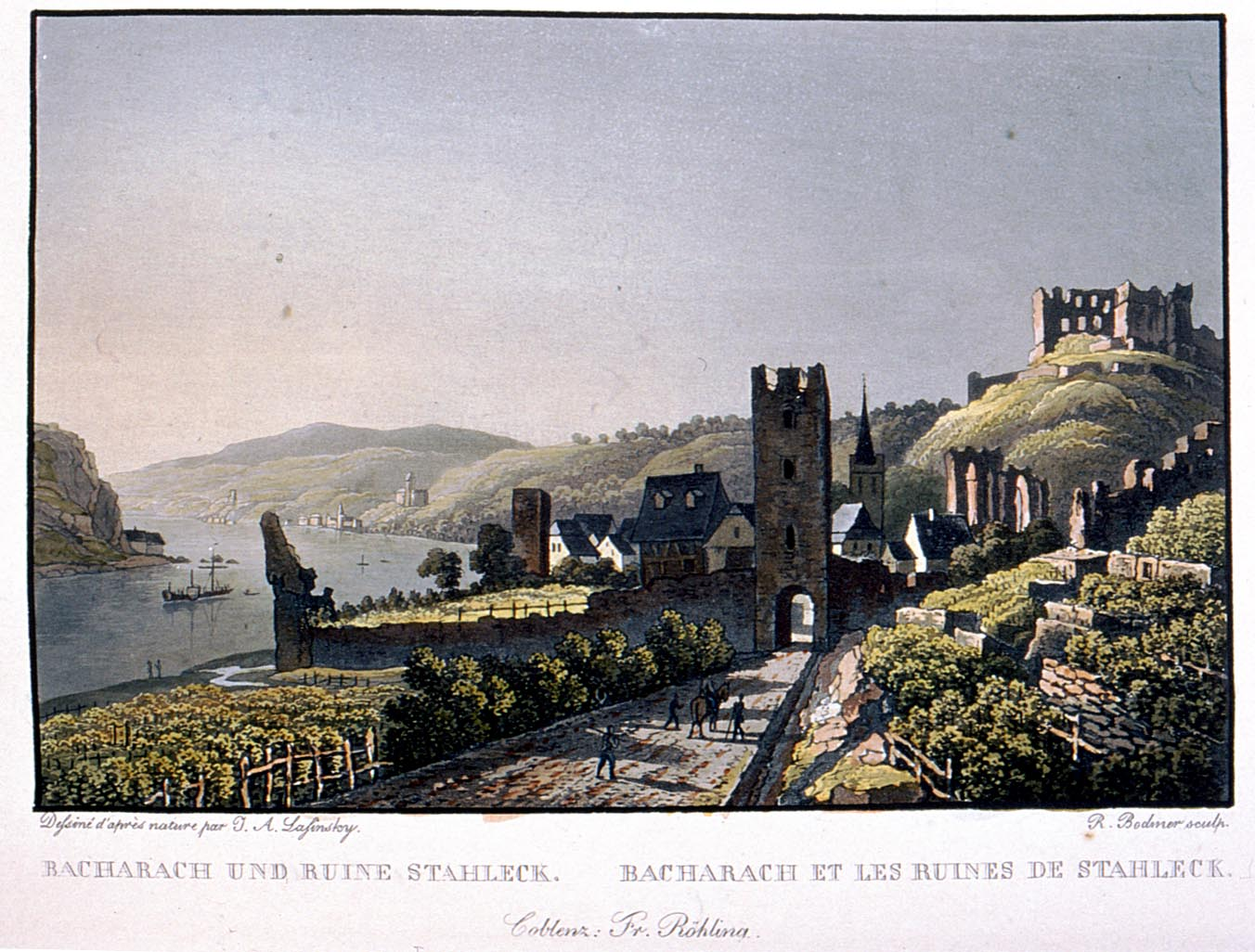
Bacharach en de burchtruïne in 1840

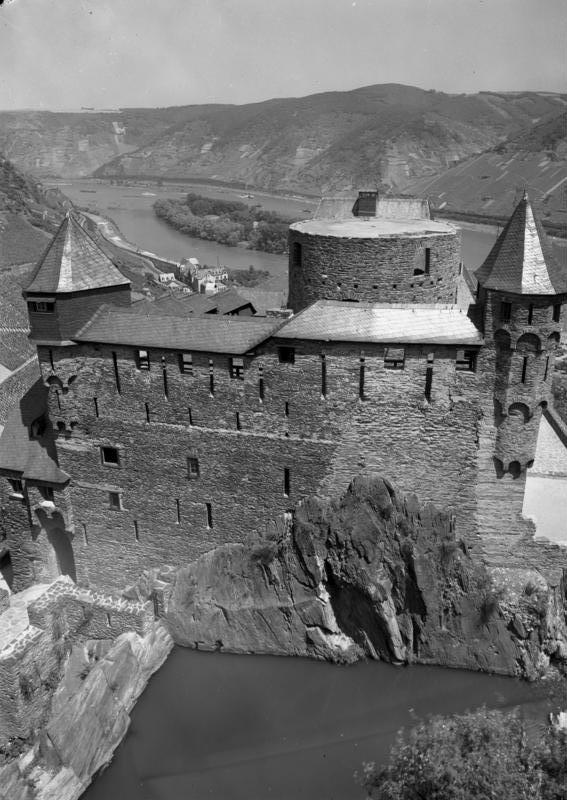
De nog niet voltooide bergfried in 1932

De naam van het kasteel is een samentrekking van de Middelhoogduitse woorden stahel en ecke, hetgeen hier zoveel betekent als een onneembare burcht op een steile rots. Het kasteel werd waarschijnlijk gebouwd in de late 11e of vroege 12e eeuw en was een Keur-Keuls leengoed. Sinds Bacharach onder de paltsgraven een handel- en overslagplaats was geworden voor o.a. de wijnhandel, fungeerde de burcht eveneens als tolburcht. De met water gevulde slotgracht rond de hoogteburcht is uniek voor Duitsland. De burcht is door muren met de stad Bacharach verbonden en was zo aan de westzijde van de stad een deel van de stadsversterking.
Vanaf het begin van de 13e eeuw was Stahleck in het bezit van leden van het Huis Wittelsbach en dat bleef zo tot in het begin van de 19e eeuw, hoewel de burcht tijdens de Dertigjarige Oorlog in totaal maar liefst acht keer door verschillende partijen werd belegerd en veroverd. In 1689 werd de burcht opzettelijk verwoest. De explosie verwoestte het hele complex en het puin van de explosie vernietigde zelfs de gotische Wernerkapel aan de voet van de burchtheuvel. Stahleck bleef voor een lange tijd een ruïne en was eigendom van de Franse staat, die de burcht in het kader van het Congres van Wenen in 1815 overdroeg aan het koninkrijk Pruisen. 
De destijds in Koblenz gevestigde Rheinischer Verein für Denkmalpflege und Landschaftsschutz verwierf de burcht in 1909 van het Pruisische bestuur der domeinen en liet het vanaf 1925 als jeugdherberg herbouwen. De uitbouw in de jaren 1920 en 1930 kreeg in heel het land een voorbeeldfunctie.

## Stahleck tijdens de Tweede Wereldoorlog
Tegen het einde van de jaren 1930 werd de burcht een plek waar de nationaalsocialisten jongeren en jonge volwassenen indoctrineerden met opleidingen in de nazi-ideologie. Hooggeplaatste nazileden bezochten de burcht, waaronder Rudolf Hess in juni 1938. Zijn bezoek gaf de definitieve aanzet tot de restauratie van de bergfried. De toenmalige stomp zou tot een hoogte van 36 meter worden opgemetseld en vervolgens worden herdoopt in de Rudolf Hesstoren. Omdat de bestaande fundering het bouwwerk niet kon dragen liet men de oude toren slopen om in november 1938 op een kleiner oppervlak met een volledige nieuwbouw te beginnen. De tussenkomst van de Tweede Wereldoorlog maakten een voorlopig einde aan de werkzaamheden. 
Van 1940 tot 1942 werd het kasteel als lazaret door de Wehrmacht gebruikt. Aansluitend werd in het complex een heropvoedingskamp voor jongeren ingericht. Nadat vanaf november 1940 Luxemburgse studenten gedwongen werden opvoedings- en scholingscurssussen te volgen omdat zij hadden deelgenomen aan een staking werden er in 1942 studenten uit Esch-sur-Alzette en Echternach geïnterneerd om een vier maanden lange straf uit te zitten wegens hun protesten tegen de invoering van de dienstplicht. Met ingang van januari 1943 werd de burcht een strafkamp voor jongeren die blijk hadden gegeven van onvoldoende trouw aan de nazi-leer. Daarna werd het complex een trainingskamp om jongeren in de leeftijd van 14 tot 18 jaar te harden, discipline en orde bij te brengen en voor te bereiden op de krijgsdienst.    

## Na de oorlog
Voordat het complex vanaf november 1947 weer de oorspronkelijke bestemming als jeugdherberg terug kreeg werden er in de burcht Franse soldaten ingekwartierd. Vanaf 1965 volgde onder leiding van Heinrich Grimm een nieuwe fase in de herbouw van het complex. Het interieur werd gemoderniseerd en er werden nieuwe gebouwen opgericht. Bovendien werd het grote terras op het zuiden aangelegd en vanaf 1966 startte de verhoging van de burchttoren met vier meter en de afsluiting met een kegelspits. Zo vond de voltooiing van de wederopbouw met de afsluiting van de werkzaamheden aan de bergfried plaats in 1967.
Het jeugdherbergbedrijf wordt tot op heden voortgezet en daarom zijn bezichtingen van het interieur van de burcht niet mogelijk. Sinds 2002 behoort het complex tot het UNESCO werelderfgoed. Als bijzonder waardevol historisch monument valt de burcht bovendien sinds 1989 onder de bescherming van het Cultuurgoederenverdrag van Den Haag.

## Afbeeldingen

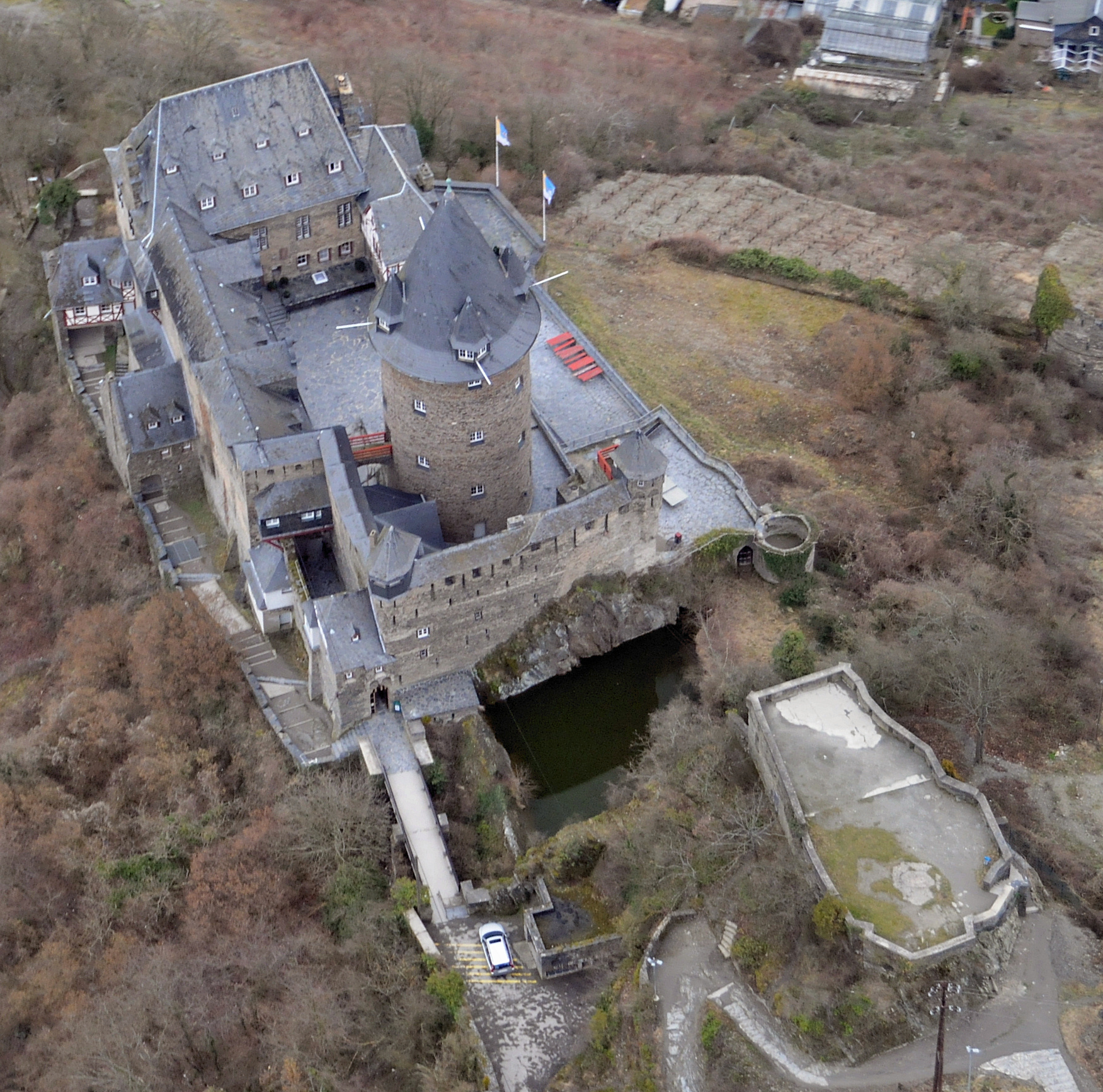
Luchtfoto
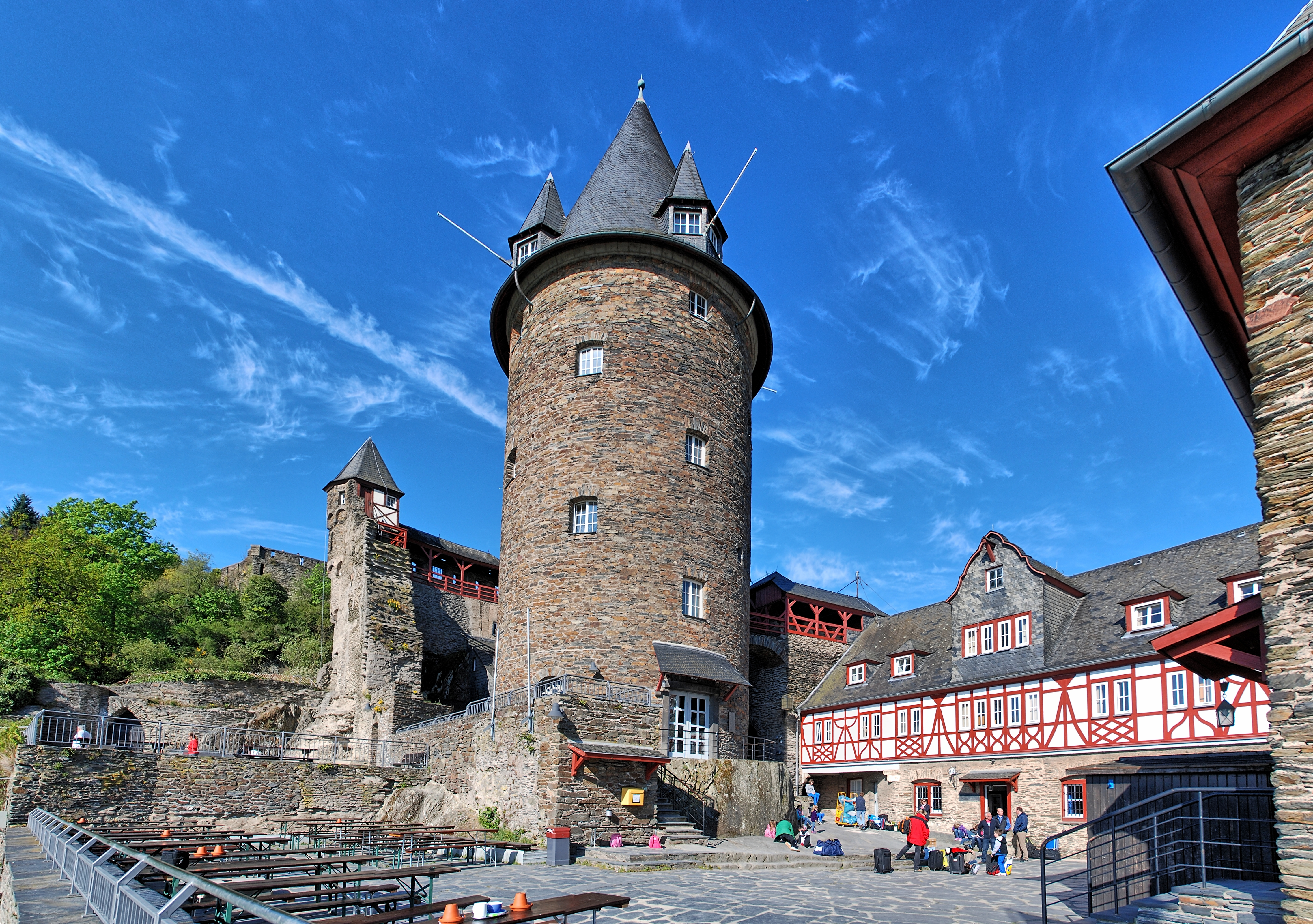
Hoofdtoren
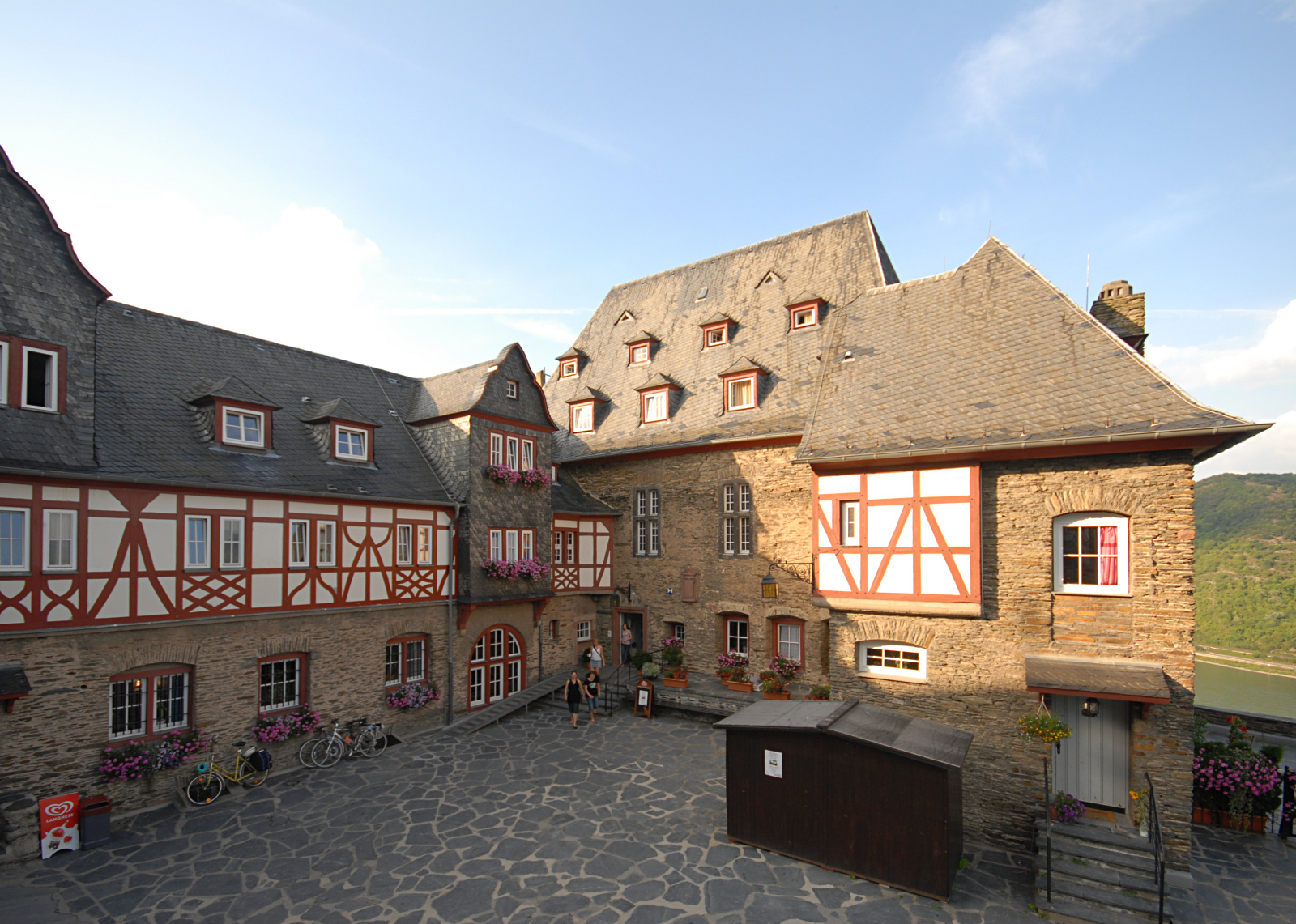
Binnenhof
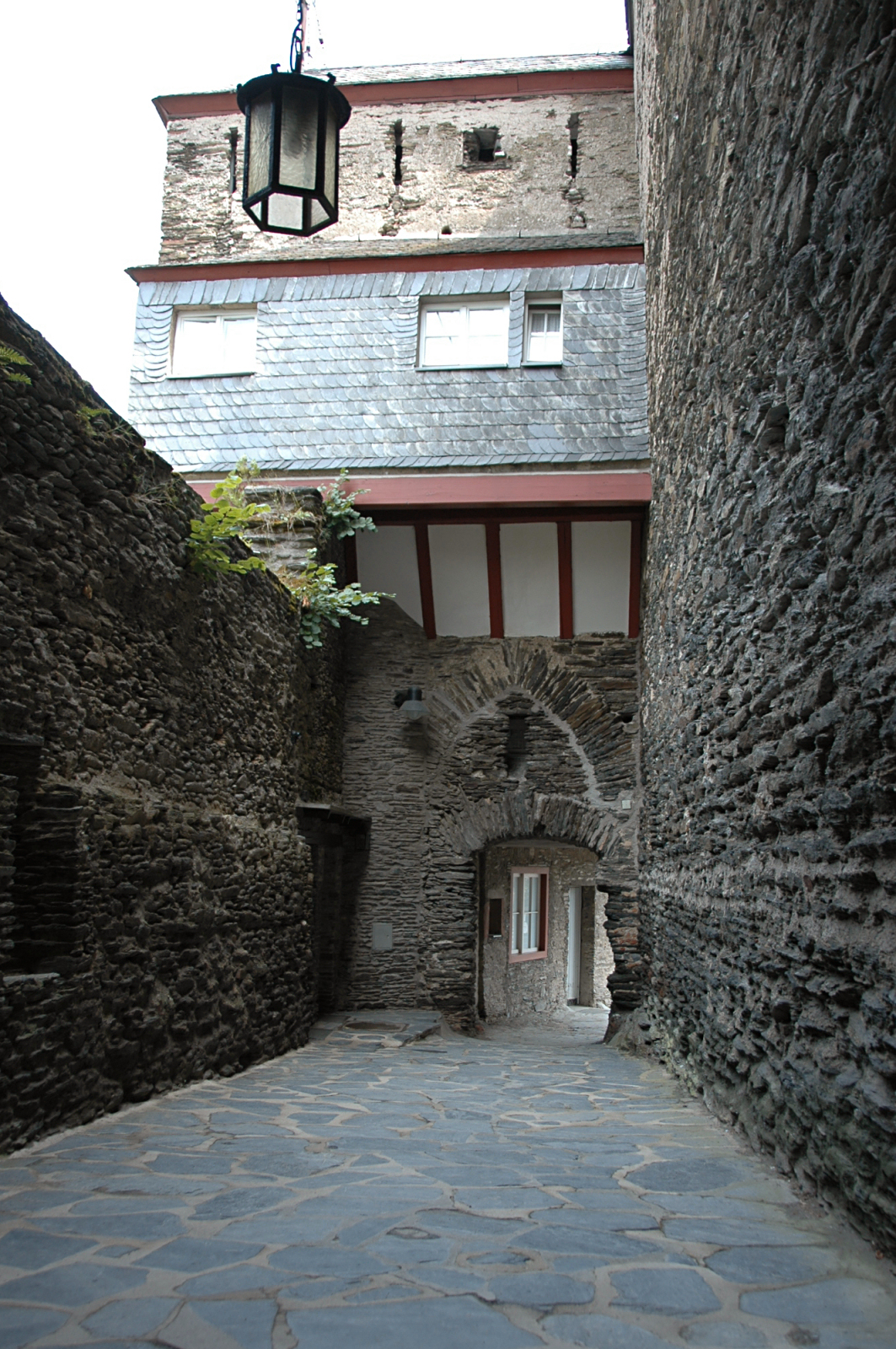
Poort